# Verlamming

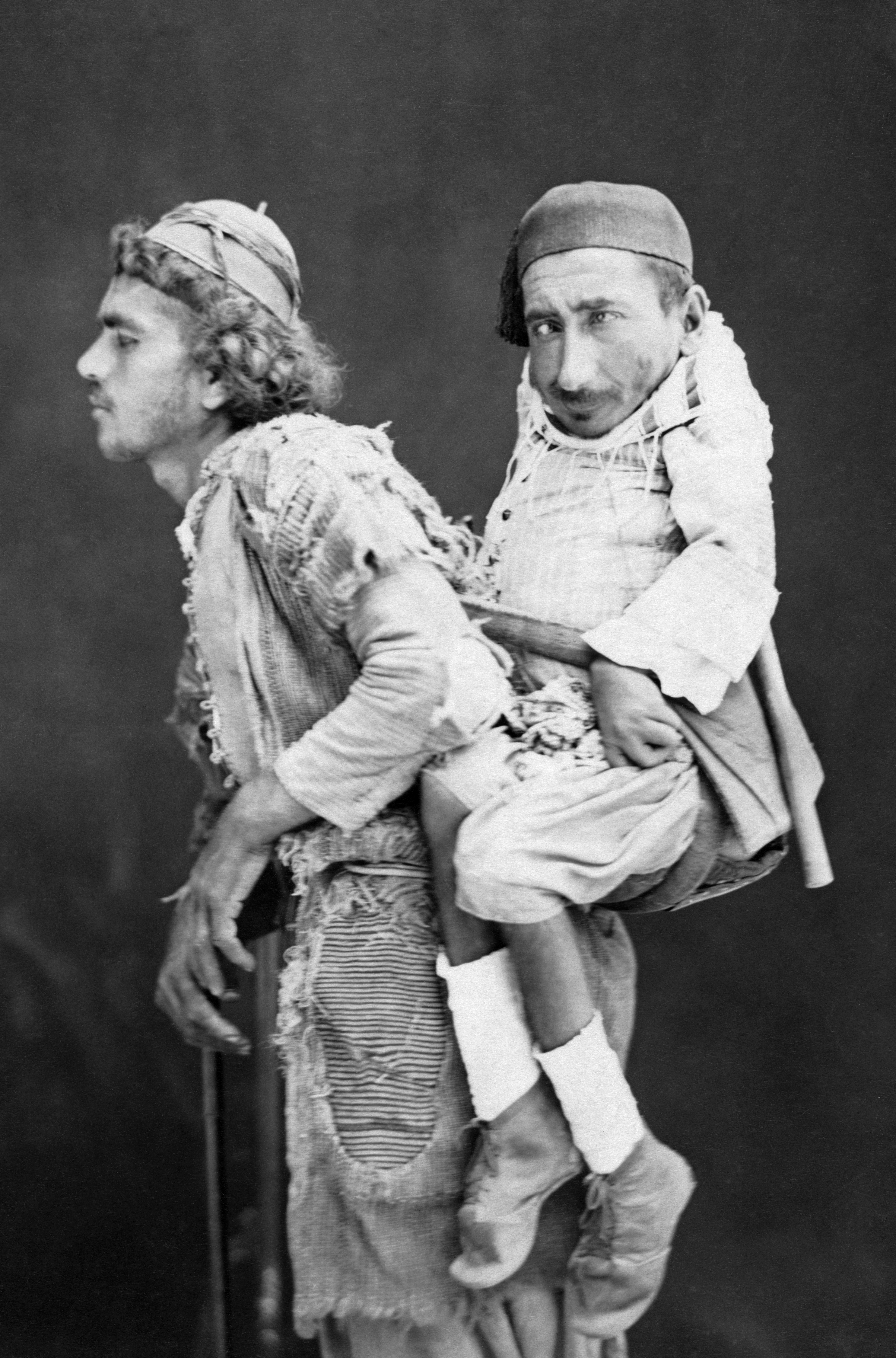
Een verlamde man, gedragen door een blinde man. Foto uit 1889

Een verlamming is het resultaat van het uitvallen van (delen van) het motorische zenuwstelsel. Een spier kan hierdoor niet meer de normale kracht uitoefenen of trekt zelfs helemaal niet meer samen. Hiervoor zijn vele mogelijke oorzaken, die kunnen liggen in de spier zelf, in de neuromusculaire overgang, in de zenuw die de spier moet stimuleren tot spiercontractie, of in de hersenen die de zenuw moeten prikkelen. 
Men onderscheidt:
- paralyse, volledige (slappe) verlamming
- parese, een gedeeltelijk verlies van kracht

Plaatselijke verlammingen ontstaan meestal na beknelling of doorsnijding van een zenuw, bijvoorbeeld van een arm of been nadat men hieraan een ernstig letsel heeft gekregen. 
Verlammingen ontstaan vaak door hersenletsel, bijvoorbeeld door een beroerte of door zenuwbeschadiging (doorsnijding, beschadiging door langdurige druk).  Bij letsel van het ruggenmerg kunnen uitgebreidere verlammingen optreden, zoals tetraplegie, en paraplegie. Bij een beroerte ontstaat vaak een hemiparese.
Bij letsel hoger in het centrale zenuwstelsel, zoals in de hersenen, kan naast een slappe verlamming ook een ander type verlamming ontstaan waarbij spieren minder goed werken en de fijne controle verloren gaat. Dit wordt spastische verlamming genoemd. Hierbij is niet zozeer de kracht maar wel de coördinatie verminderd. 